# Décès en 1151
Décès
- 1147
- 1148
- 1149
- 1150
- 1151
- 1152
- 1153
- 1154
- 1155

Cette page dresse une liste de personnalités mortes au cours de l'année 1151 :
- 11 janvier : Thibaut IV de Blois (ou Thibaut II de Champagne), comte de Blois, de Chartres, de Meaux, de Châteaudun et de Sancerre, seigneur d'Amboise (1102-1151), comte de Troyes et de Champagne.
- 13 janvier : Suger, homme d'église et homme d'État français, abbé de Saint-Denis, membre du Conseil du roi et régent du royaume de France lors de la deuxième croisade[1].
- 14 janvier : Étienne de Garlande, archidiacre de l'Église Ste-Marie, qui s'élevait à l'emplacement de Notre-Dame de Paris avant la construction de la cathédrale, chancelier de France.
- 15 janvier : Élie II d'Anjou, comte du Maine.
- avant mars : Nikolaus, cardinal allemand.
- 23 avril : Adélaïde de Louvain, reine consort d'Angleterre,  duchesse de Normandie, duchesse de Basse-Lotharingie, comtesse de Louvain et de Bruxelles, landgravine de Brabant.
- 10 juin : Odon Ier de Saint-Rémi, supérieur de l'abbaye Saint-Remi de Reims.
- 7 septembre : Geoffroy V d'Anjou (38 ans), comte d'Anjou et du Maine, puis duc de Normandie, appelé « Geoffroy le Juste » ou « Geoffroy Plantagenêt », fondateur de la dynastie des Plantagenêts des rois d'Angleterre[2].
- 11 novembre : Algare, évêque de Coutances

- Dangereuse de L'Isle Bouchard, maîtresse de Guillaume IX d'Aquitaine.
- Georges d'Antioche, prince ziride de Mahdia en Tunisie  puis Émir des Émirs (Emiratus Emiratorum en latin/amiral) du royaume, devenant ainsi le membre le plus puissant de la cour palermitaine.
- Guillaume Ier de Thouars, 16e vicomte de Thouars.
- Han Shizhong, général chinois de la fin de la dynastie Song du Nord et du début de la dynastie Song du Sud.
- Hugues VII de Lusignan, seigneur de Lusignan.
- Balian d'Ibelin, seigneur de Mirabel, d'Ibelin et de Rama.
- Kim Busik, haut fonctionnaire coréen du royaume de Koryo.
- Mathilde de Rethel, comtesse de Rethel.
- Raimond II de Soliers, évêque de Marseille.

date incertaine (vers 1151)
- Li Qingzhao, poétesse chinoise de l’époque de la dynastie Song.

## Crédit d'auteurs
- Cet article est partiellement ou en totalité issu de l'article intitulé « 1151 » (voir la liste des auteurs).